# Antictenia punctunculus
Antictenia punctunculus is een vlinder uit de familie van de spanners (Geometridae). De wetenschappelijke naam van de soort is voor het eerst gepubliceerd in 1892 door Thomas Pennington Lucas als Monoctenia punctunculus.
De soort komt voor in Australië.